# Unreal (jogo eletrônico de 1998)
Unreal é um jogo de tiro em primeira pessoa desenvolvido pela Epic Games e Digital Extremes e publicado pela GT Interactive, em maio de 1998. Usava um motor de física e jogabilidade original que atualmente leva o nome do jogo, Unreal Engine, que esteve em desenvolvimento durante três anos, criada por Tim Sweeney na sua garagem antes do jogo ser lançado.
Desde o lançamento do Unreal, a franquia teve uma sequela e duas séries diferentes baseadas no universo Unreal. Um pacote de bônus oficial, o Fusion Map Pack lançado pela Epic Games, pode ser baixado da internet gratuitamente.
Unreal Mission Pack I: Return to Na Pali foi lançado em junho de 1999, e acrescentou novas missões para a campanha do único jogador de Unreal. Unreal e Unreal Mission Pack I: Return to Na Pali viriam a ser agrupados como Unreal Gold. Além disso, o jogo foi atualizado para rodar sob a versão do motor de jogo de Unreal Tournament.
As atualizações finais oficiais do jogo foram para a versão 226B, a mesma versão fornecida com o Unreal Gold e pacotes de Unreal Anthology. Após um pedido de Epic Games, freeware do código-fonte estava previsto para lançamento.
Em dezembro de 2022, a Epic Games anunciou que os servidores e todos os serviços online seriam desligados em 24 de janeiro de 2023.

## Enredo
O jogador assume a parte de Prisioneiro 849, um personagem anônimo contrário a bordo da nave Vortex Rikers prisão. A nave cai na fenda de um cânion no planeta Na Pali, na casa de Nali, uma raça primitiva tribal da quarta-armada de humanóides. O Nali e seu planeta foram subjugados pelos Skaarj, uma raça brutal ainda tecnologicamente avançados de humanóides reptilianos. Abordo as tropas de Skaarj derrubaram Vortex Rikers e matam os sobreviventes restantes, com excepção do Prisioneiro 849, que arma-se e escapa da nave.
O planeta Na Pali é rico em "Tarydium", um mineral que é encontrado em forma de cristal azul de luz, que possui um alto rendimento energético, cuja utilidade é a razão pela qual o Skaarj invadiu. A nave caiu perto de uma das muitas minas Tarydium e instalações de processamento que o Skaarj construiu. Prisioneiro 849 percorre as minas, onde os escravos Nali se reuniam eventualmente, entra nas ruínas das aldeias em Nali e cidades, onde o grau de sofrimento Nalis e exploração tornou-se claro.
Durante todo o jogo, o jogador se depara com os restos mortais de outros seres humanos, muitas vezes com logs que detalham seus últimos dias e uma sugestão para a causa de sua morte. Normalmente, os contos são uma luta desesperada para esconder-se dos Skaarjs ou outros habitantes sanguinários do planeta. O jogador nunca encontra um outro ser humano vivo com exceção de um tripulante ferido na ponte do navio-prisão que engasga e morre imediatamente.
Prisioneiro 849 continua o seu caminho através de uma série de instalações alienígenas, naves espaciais, e antigos templos de Nali infestadas com as tropas Skaarj, até chegar ao castelo Nali. Dentro do castelo, o prisioneiro localiza um teleportador que leva a nave-mãe de Skaarj. A nave-mãe revela um vasto labirinto, mas Prisioneiro 849 consegue encontrar o reator da nave e o destrói, mergulhando na escuridão. Depois de navegar pelos corredores escuros, o jogador chega à câmara da rainha Skaarj e a mata. Prisioneiro 849 salta em uma cápsula de escape enquanto a nave-mãe se desintegra. Embora o prisioneiro tenha sobrevivido aos Skaarjs, sua capsula de escape lutua no espaço, com a esperança de ser encontrado.

## Novelas
Dois romances intitulado Hard Bater e Prophet's Power foram publicados, ampliando-se ae história pela primeira vez em Unreal. Após o lançamento dos dois novelas, ambas estava ligadas acidentalmente, tornando mais difícil para os leitores a entender o que aconteceu na história.

## Expansão
A expansão Return to Na Pali, decore não muito tempo depois do final Unreal; Prisioneiro 849 é encontrado por um nave de guerra humana, a UMS Bodega Bay. Ao saber da identidade do prisioneiro, os recrutas militares em serviço, obrigam o prisioneiro voltar a Na Pali, a fim de localizar o nave UMS Prometeus. Lá o prisioneiro adquire algumas pesquisas de armas secretas. Em troca, o preso irá receber um perdão completo e transporte de volta à Terra, embora o plano real revelado posteriormente, seja matar o prisioneiro imediatamente após a entrega das informações é garantido.
Ao chegar a Prometeus, Prisioneiro 849 encontra o registro de armas secretas, mas transmissões de rádio do nave faz transmissão para Bodega Bay, expondo os militares traição. Como prisioneiro 849 transmite o log de pesquisa, um equdrão de fuzileiros a bordo da nave, com a intenção de eliminar o prisioneiro, que consegue escapar em um sistema de mina próximo.
Mais uma vez o Prisoner 849 é forçado a atravessar uma série de facilidades desconhecidas e templos Nali, na tentativa de encontrar uma outra maneira para sair do planeta. Eventualmente, o prisioneiro acaba em outro castelo Nali, onde uma pequena nave espacial é guardada. Depois de lutar com Skaarj, o preso consegue decolar na nave espacial. No entanto, a Bodega Bay espera em órbita, e lança um míssil contra prisioneiros da nave. O prisioneiro manobra o míssil, e leva-lo para trás em uma rota de colisão com a Bodega Bay. O grande nave é desativada pela explosão que se seguiu, e prisioneiro 849 escapa para o espaço.

## Desenvolvimento
A Unreal motor de jogo era visto como um rival importante para a id Software e id Tech 2 motor, e se o jogo Unreal foi considerado tecnicamente superior ao Quake II, que estava fora do mercado, ao mesmo tempo (entre Dezembro de 1997 e Maio de 1998). Originalmente, Unreal ia ser um estilo Quake-shooter, telas anteriores mostraram uma barra de status grande e centralização de armas, semelhante ao Doom e Quake.
No desenvolvimento avançado, vários níveis de desenvolvimento foram cortados. Alguns desses níveis reapareceu no Return to Na Pali pacote de expansão. Um certo número de inimigos de versões anteriores estão presentes no software liberado, mas com variações e melhorias visiveis. Um monstro que não fez o corte foi de um dragão. O personagem principal ia ser uma mulher, porém na versão final o sexo do personagem principal é selecionável na configuração do jogo "player" de tela, embora o padrão é uma personagem feminina chamada Gina. Uma das armas mostradas no screenshots inicial foi o "Quadshot", uma espingarda de quatro canos. O modelo continua em jogo, enquanto não existe um código para a arma de funcionar (vários mods-jogador fez trazer a arma de volta no jogo). Outra arma foi mostrada uma arma diferente, no entanto, este pode ter sido apenas uma versão inicial do Automag. Em um ponto o fuzil pode disparar três tiros de uma vez, que é erradamente indicado como o fogo no manual  Unreal que vem com o Unreal Anthology.
Desde Unreal veio empacotado com sua própria linguagem de script chamada UnrealScript, logo desenvolveu uma grande comunidade na Internet que foi capaz de adicionar novos mods (abreviação de "modificações") para mudar ou melhorar o jogo. Esta característica contribuiu largamente para a longevidade total do produto e um incentivo para o empreendimento. Um editor de mapas e modificação completo programa global chamado UnrealEd também veio com o pacote. Epic Games tem incentivado a comunidade a contribuir para a criação de modificações através do patrocínio concursos dólar grande, incluindo um para Unreal Tournament por US $ 150.000 em dinheiro e prêmios, e outro para Unreal Tournament 2004 para um milhão em dinheiro e prêmios.

## Gráficos
Unreal é conhecido por aumentar as expectativas dos gráficos 3D consideravelmente. Em comparação com outros do mesmo gênero, tais como o Quake II, Unreal trouxe para a vida, para ambientes internos altamente detalhados, mas também a facilidade com que as paisagens mais impressionantes jamais visto na época. Eles melhoraram a iluminação e ao redor do jogo, dando-lhes um olhar mais escuro. Este gráfico esplendor trouxe com ele o efeito colateral de exigir hardware poderoso para rodar o jogo rápido o suficiente para jogar. Os requisitos mínimos de afirmar que um Pentium 166 MHz com apenas 16 MB de RAM e acelerador 3D não seria capaz de executar o jogo.
O Unreal Engine trouxe uma série de melhorias gráficas, incluindo a iluminação colorida. Apesar de Unreal não é a principal estreia com iluminação colorida (ver Quake II), é o primeiro a ter um software de processamento como critério rico como os representantes de hardware da época, incluindo a iluminação colorida e até mesmo uma forma de limitar filtragem de texturas que se refere o pelo programador Tim Sweeney como um ordenado "coordenar de textura do espaço". No início de pré-lançamento de versões Unreal foram baseadas inteiramente em torno de renderização de software. SIMD tecnologia é essencial para permitir que o software de áudio e motores gráficos 3D para executar tão bem como eles fazer. Unreal SIMD utiliza tecnologias diversas, incluindo a AMD 3DNow! junto com Intel MMX e SSE (conhecido como "Katmai New Instructions-KNI" dentro de Unreal).
Unreal foi um dos primeiros jogos a utilizar texturização detalhada. Este tipo de texturização múltiplas aumenta a superfície de objetos com uma segunda textura que mostra detalhes do material. Quando o jogador está dentro de uma pequena distância da maioria das superfícies, a textura detalha vai desvanecer e tornar a superfícies muito mais complexas (alta resolução) em vez de se tornar cada vez mais embaçada. Quando o jogador está dentro de uma pequena distância da maioria das superfícies notáveis com essas texturas detalhes especiais incluídos monitores de computador e superfícies de metal a bordo do navio de prisão, e as portas de metal dourado e superfícies de pedra dentro de templos Nali. Esta camada de textura extra não foi aplicada a modelos de personagens. A simulação resultante de detalhe relevante sobre os objetos do jogo foi concebido para ajudar o jogador a suspensão de descrença. Por muitos anos depois de Unreal release (e  Unreal Tournament release), detalhe texturização só funcionou bem com o renderização Glide. Foi de fato, desabilitado renderizador Direct3D por padrão (mas pode ser reativado no arquivo Unreal.ini) devido ao desempenho e qualidade de problemas causados pelo driver e presente até mesmo em muitas vezes o hardware mais poderoso do que o original Placa Gráfica Voodoo da 3Dfx.
Devido ao longo tempo de desenvolvimento, o curso de desenvolvimento durante a emergência e evolução rápida dos aceleradores de hardware 3D. Assim, junto com o software renderização 3D avançado, Unreal foi construído para aproveitar o 3Dfx Glide API, que surgiu como a interface dominante no desenvolvimento final do jogo. Quando Unreal finalmente foi lançado, Direct3D API crescia quase exponencialmente em popularidade e Epic foi bastante rápido para desenvolver um renderizador para o seu motor de jogo. No entanto, o seu renderizador Direct3D, lançado inicialmente para suportar a nova Matrox G200, era menos capaz e mais lento do que o suporte Glide, especialmente no início, quando era instável, lento e teve muitos gráficos de qualidade. Glide representava superioridade pode ser visto em uma revisão da 3dfx Voodoo 5, onde ele superou todos os outros cartões de Unreal Tournament (mesmo motor Unreal), devido suporte nativo ao Glide. Mesmo placas de vídeo que derrotaram a Voodoo 5 5500 em outros jogos não poderia vencer uma maior eficiência do Glide. Unreal também teve suporte oficial para OpenGL.

## Efeitos sonoros
Unreal "Galaxy" sistema de áudio é altamente otimizado para velocidade e qualidade, utilizando-se da Intel MMX extensivamente. Ele gerencia a música e efeitos sonoros. Para efeitos de som que ele usa um compressão de onda de 8 bits ou 16 bits formato mono. O engine é capaz de reproduzir em todas as taxas comuns de amostragem, mas é definida por padrão para a reprodução de 22 kHz para reduzir a carga da CPU em computadores disponíveis na época do lançamento.
Galaxy oferece suporte rudimentar baseada em software de áudio de posicionamento 3D, bem como de suporte de hardware de som 3D (embora isto seja bastante ruim). No modo de software, os sons são apenas estéreo plano. Fase de deslocamento e filtragem de passa-faixa são usadas para imitar as alterações na posição e distância. O sistema de som é limitado a mistura e reprodução de um máximo de 64 canais, mas o padrão é de 16 canais por causa das limitações de energia da CPU.
No modo 3D por hardware de áudio, o motor é projetado para suportar placas de som com hardware de áudio 3D mistura e capacidades de posicionamento. Na época do lançamento deste incluiu principalmente a Aureal Vortex linha de placas de áudio. Neste modo, a placa de som tem sobre a colocação de som com o jogo fornecendo apenas as informações de posicionamento para o hardware. Se o jogo usa canais mais do que a placa de som suporta, em seguida, os canais extra será executado no jogo, o motor do software, o que pode causar problemas de consistência de som.
Se o processador está rodando Unreal não tem suporte MMX (ou seja, um Pentium Pro), então o jogo vai reduzir a qualidade do som ficando lento. A qualidade pode varia para retroceder até avançar, mas o motor de áudio é menos eficiente, sem suporte a MMX. Em máquinas não MMX, o código de som faz parte da qualidade e velocidade de trade-offs, limitando os efeitos sonoros apenas 64 níveis de volume. Essa limitação pode ser ouvida através de um efeito de som ambiente com um raio de altura em um área tranquila, a passos discretos entre os níveis de volume são bastantes audíveis. Epic também observou um aumento de velocidade quase dupla com o código MMX.
O sistema de som suporta tanto o legado WinMM sistema de som e DirectSound. DirectSound geralmente atinge o menor latência, enquanto WinMM funciona em Windows 95, sem DirectSound ou máquinas Windows NT 4.0.

## Música
Enquanto as empresas de jogos muitos passaram o síntetizador FM ou General MIDI no início de 1990 para o CD de áudio e pré-renderizados de áudio, muitos dos jogos da Epic utilizado o sistema comum módulo de música, composto com um tracker, que usou armazenados PCM efeitos sonoros seqüenciado em conjunto para produzir música. Epic tinha vindo a utilizar essa tecnologia para outros jogos como Jazz Jackrabbit, o que permitiu rica música relativamente a ser armazenados em arquivos geralmente menor que um megabyte. Naturalmente, esta tecnologia permitiu uma fácil utilização da música dinâmica de mudanças sonora em Unreal. O Unreal trilha sonora foi escrita por autores de música MOD Alexander Brandon e Michiel van den Bos com algumas faixas selecionadas por Dan Gardopée e Andrew Sega. Alex Brandon e Michiel van den Bos também foram responsáveis pela trilha sonora de Unreal Tournament e Deus Ex, que também utilizam o Unreal Engine; Michiel van den Bos também produziu a trilha sonora de Age of Wonders.
Unreal motor de música é também suporta faixas de áudio CD.

## Edição em tempo real
Unreal  método de criação de mapas difere em aspectos importantes daquele de Quake. O pacote UnrealEd editor de mapas usa o Unreal Engine para renderizar cenas exatamente como eles aparecem no jogo, ao contrário de editores externos como Worldcraft tentar recriá-lo com métodos diferentes. Considerando Quake mapas são compilados a partir de uma variedade de diferentes componentes, Unreal mapas são inerentemente editáveis. Isso permite que qualquer pessoa possa editar qualquer mapa que é criado, incluindo os mapas do jogo.

## Versões do jogo

### Mac OS
A última atualização para o porte Mac OS foi 224b versão, que quebra a compatibilidade de rede entre ele e a versão para PC, bem como a falta de suporte para alguns usuários criados conteúdos à medida para 225 e 226f. Westlake Interactive, empresa responsável para portar, alegou que os patches anteriores foram produzidos voluntariamente nos seus tempos livres, além de suas obrigações contratuais.  Eles também afirmaram que não receberam o código para o patch 225 e que se tornou indisponível devido a Epic avançar para desenvolver a versão 226.

### Linux
Uma porte de conteúdo não-oficial dos mapas Singleplayer para Linux foi criado por vários usuários de icculus.org, o que permitiu o conteúdo do jogo Unreal Singleplayer para ser executado como uma modificação para Unreal Tournament.  A varejista online Tux Games em um ponto vendeu um box set, incluindo a versão Linux.